# Kukusan (keukengerei)

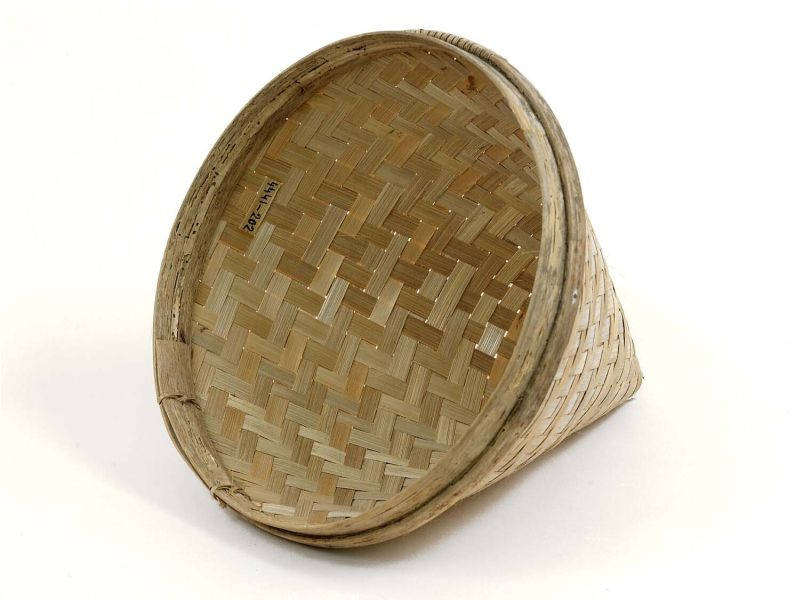

Een kukusan is een stoommandje dat voornamelijk gebruikt wordt in de Indonesische keuken. Nadat de rijst (half-)gaar is gekookt,  wordt hij gestoomd, waardoor hij een rulle, niet-klonterende structuur verkrijgt. Doordat de kukusan van gevlochten riet of bamboe is vervaardigd, wordt aan de rijst ook een licht en typerend smaakaccent gegeven.
Het woord kukusan betekent letterlijk "[rijst]stomer" (van kukus, "stomen"), maar het voorwerp ziet er heel anders uit dan moderne elektrische rijststomers, of de soort die op een fornuis wordt verhit (een soort vergiet in een pan water). Die laatste worden ook weleens kukusan genoemd, omdat ze eveneens van stoom gebruikmaken; voor het overige zijn ze nauwelijks met het traditionele product te vergelijken. De oorspronkelijke kukusan heeft ongeveer de vorm van een gevlochten puntzak; het vlechtwerk laat stoom door en het riet of de bamboe is geurig, waardoor de rijst een licht aroma krijgt.
Ook bij het bereiden van onder andere brood, cakes en verschillende nagerechten van Indonesische origine wordt de kukusan gebruikt.